# 오카역 (미야기현)
오카역(일본어: 岡駅)은 일본 미야기현 가쿠다시에 위치한 아부쿠마 급행 아부쿠마 급행선의 철도역이다. 단선 승강장 1면 1선의 구조를 갖춘 지상역이다.

## 이용 현황
| 승차 인원 추이 | 승차 인원 추이     |
| 연도           | 1일 평균 승차 인원 |
| -------------- | ------------------ |
| 2000           | 195                |
| 2001           | 177                |
| 2002           | 104                |

## 역 주변
- 일본 우주 항공 연구 개발 기구 가쿠다 우주센터
- 가쿠다 시청 기타고 자치 센터

## 역사
- 1968년 4월 1일 : 일본국유철도 마루모리 선의 철도역으로 영업 개시.
- 1986년 7월 1일 : 일본국유철도로부터 아부쿠마 급행으로 이관.

## 인접 역
| 아부쿠마 급행 아부쿠마 급행선 | 아부쿠마 급행 아부쿠마 급행선 | 아부쿠마 급행 아부쿠마 급행선 |
| ----------------------------- | ----------------------------- | ----------------------------- |
| 요코쿠라 후쿠시마 방면        | ■ 아부쿠마 급행선             | 히가시후나오카 쓰키노키 방면  |